# کیفیت (فلسفه)
کیفیت (چگونگی) (به انگلیسی: Quality) اسمی است که در جواب سؤال «چگونه؟» می‌آید. چنان‌که کمیت اسمی است که در جواب سؤال «چقدر؟» می‌آید.
معنی کیفیت، صفت و صورت و حالت شیء است. کیفیت یکی از مقولات ارسطو است.
کیفیت نزد قدما چهار قسم است:
1. کیفیات محسوس مثل شیرینی، شوری، سرخی و زردی که کیفیات انفعالی نامیده می‌شود.
2. کیف مخصوص به کمیّات یا کیف عارض کم که یا مخصوص کم متصل است، مثل سه‌گوش و چهار گوش یا مخصوص کم منفصل است، مثل زوج و فرد.
3. کیفیات استعدادی که یا استعداد قبول و انفعال است یا استعداد دفع و قبول است.
4. کیفیت نفسانی که یا کیفیت راسخ است و ملکه نامیده می‌شود یا غیر راسخ است و حالت نامیده می‌شود.

متفکّران جدید کیفیت را چنین تعریف کرده‌اند: «کیفیت هیئت یا صفتی است که می‌توان آن را برای شیء اثبات یا از آن سلب کرد.»
به این جهت کانت کیفیت را بر سه قسم تقسیم کرده‌ است: «ایجاب، سلب، تحدید.»
کیفیات ثانویه اشیاء و تمایزشان با کیفیات به اصطلاح اوّلیّه از مباحث مهم و برجسته در صدر تاریخ فلسفه و علم‌شناسی جدید بوده‌ است.
کیفیات اوّلیّه از مادّه جداشدنی نیست و کیفیات اصلی نامیده می‌شود؛ زیرا آنچه ادراک می‌شود عین وجود آن‌هاست و وجود آن‌ها مستقل از ذهن مُدرِک است و ادراک آن‌ها عینی و خارجی است، مثل شکل، اندازه، حجم، حرکت و سکون؛ در حالی که کیفیات ثانویه، از اشیاء مادّی جداشدنی است و وجود آن‌ها در مادّه غیر از وجود آن‌ها در اذهان است؛ زیرا تحت‌تأثیر حالات شخص مُدرِک قرار دارند. بنابراین، ادراک آن‌ها یک امر درونی است، مثل رنگ، بو، مزه، صدا.